# Philippe de Bourgogne (1323-1346)
Ne pas confondre avec son fils et homonyme, Philippe de Rouvre, duc de Bourgogne
Pour les articles homonymes, voir Philippe de Bourgogne.
Philippe de Bourgogne, dit « Philippe Monsieur » (10 novembre 1323 - † 10 août 1346, à Aiguillon), comte d'Auvergne et de Boulogne (1338-1346), fils d'Eudes IV, duc de Bourgogne, et de Jeanne de France, comtesse de Bourgogne et d'Artois. Son prénom lui a été donné en hommage à son grand-père maternel Philippe V le Long.

## Biographie
En 1338, il épouse Jeanne Ire (1326 † 1360), comtesse d'Auvergne et de Boulogne (1332-1360), fille de Guillaume XII, comte d'Auvergne et comte de Boulogne, et de Marguerite d'Évreux.
De cette union sont issus :
- Jeanne (1344 † 1360).
- Marguerite, née en 1345, morte jeune.
- Philippe Ier de Bourgogne, dit Philippe de Rouvres, (1346 † 1361), duc de Bourgogne, comte de Bourgogne, d'Artois, d'Auvergne et de Boulogne.

En 1340, il combat avec son père qui défend la ville de Saint-Omer contre les assauts de Robert III d'Artois. En 1346, il participe au siège d'Aiguillon, mené par le futur Jean II le Bon. C'est au cours de ce siège qu'il meurt à la suite d'une chute de cheval alors qu'il franchissait un fossé.